# Mohamed Lamine Diaby-Fadiga
Mohamed Lamine Diaby-Fadiga (Grasse, 19 januari 2001) is een Franse professioneel voetballer die als aanvaller speelt. Hij tekende in 2019 een vijfjarig contract bij Paris FC, en werd in het seizoen 2022-23 verhuurd aan FC Eindhoven.

## Clubcarrière
Diaby-Fadiga kwam uit voor de amateurverenigingen Stade de Vallauris en ES Cannet Rocheville alvorens hij in 2012 in de jeugdopleiding van AS Cannes terecht kwam. In 2014 maakte hij de overstap maakte naar de jeugdopleiding van OGC Nice, waar hij voor verschillende jeugdelftallen uitkwam en in 2018 doorstroomde naar het eerste elftal.
Hij maakte voor OGC Nice zijn debuut in de Franse Ligue 1 op 11 augustus 2018 in een wedstrijd tegen Stade de Reims. In dat seizoen kwam hij 6 keer in actie voor Nice.
Op 16 september 2019 stal hij een horloge met een waarde van 70.000 euro van zijn teammaat Kasper Dolberg uit de kleedkamer. Als gevolg hiervan werd hij door OGC Nice ontslagen.
In oktober 2019 tekende hij een contract bij tweede divisieclub Paris FC. Op 8 november maakte hij zijn debuut in de Ligue 2 tegen US Orléans. In zijn eerste twee seizoenen kwam hij nog regelmatig als invaller in het veld, maar vanaf het seizoen 2021-22 maakte hij voornamelijk deel uit van het B-elftal van Paris FC. In het seizoen 2021-22 speelde hij in totaal 10 wedstrijden, waarvan 6 voor het B-elftal.
Op 8 juli 2022 werd bekend dat Diaby-Fadiga voor een jaar verhuurd zou worden aan de Nederlandse Eerstedivisionist FC Eindhoven. In het seizoen 2022-23 kwam hij voornamelijk als invaller 24 keer in actie voor de Eindhovense club, waarin hij 2 keer scoorde.
Op 30 juni 2023 liep het huurcontract van Diaby-Fadiga bij FC Eindhoven af, en keerde hij terug naar Paris FC.